# Asynapta orientalis
Asynapta orientalis är en tvåvingeart som först beskrevs av Grover 1964.  Asynapta orientalis ingår i släktet Asynapta och familjen gallmyggor. Inga underarter finns listade i Catalogue of Life.